# Айзупе (поместье)
Поместье Айзупе (латыш. Aizupes muižas pils, нем. Gut Ahsuppen) — усадьба, построенная в стиле позднего классицизма в Ванской волости вблизи Кандавы, в историческом регионе Курземе в Латвии. Строительство усадьбы было завершено в 1823 году. С 1939 по 1985 год в здании располагался лесной техникум.

## История
На основании Виленской унии (ноябрь 1561 г.) на части территории ликвидированного Ливонского ордена было создано герцогство Курляндии и Семигалии, находившееся между западным берегом Западной Двины и Балтийским морем как владение последнего ландмейстера ордена Готхарда Кетлера, основателю остзейского аристократического рода Кетлеров. В то время земельные владения Айзупе перешли под его контроль.
Вскоре после основания герцогства герцог подарил имение Айзупе своему советнику, секретарю и дипломату Саломону Хеннингу (1528—1589). Позднее Хеннинг стал автором «Хроники Ливонии и Курляндии», включающей трогательный отчет об осаде Цесисского замка (1577 г.) .
В 1719 году поместье перешло в собственность наследников Хеннинга, а по их смерти продано Дому Коскуль (von Koskul, von Koskulus). С 1725 по 1793 год имение принадлежало семье Мирбах (von Mirbaсh).
28 марта 1795 года  последний курляндский герцог Пётр фон Бирон, рассорившийся с курляндским дворянством, подписал отречение от герцогства, за что российская императрица Екатерине II  назначила ему ежегодную пожизненную пенсию в 100 тысяч талеров (50 тысяч червонцев). Кроме того, за поместья его в Курляндии императрица заплатила 500 000 червонцев (2 млн рублей). Так герцогство вошло в состав Российской империи как Курляндская губерния. Её генерал-губернатором был назначен Петер Людвиг фон дер Пален, который, как полагали, приходился дальним родственником семьи Хеннинг. При нём владельцами поместья стала семья фон Ган, в лице Адольфа Георга Вильгельма (Адольфу) фон Гана (1749—1823), а затем его его сына Пауля Теодора фон Гана (1793 −1862). Ган был губернатором Курляндии с 1824 по 1827 год, а местом жительства выбрал поместье Gut Ahsuppen, ставшее отдельным землевладением.
Семья Ган перестроила центр поместья, ставший также центром сельскохозяйственного производства. Усадьба и территория включали в себя несколько жилых домов, большие амбары с пандусами и винокурню. Парк, созданный с 1830 по 1840 год рядом с усадьбой, существовал до начала XX века. Внешний вид усадьбы и производственные мощности были завершены к 1823 году.
Имущество оставалось в собственности семьи до аграрной реформы в Латвии (1920).
С 1939 по 1945 год господский дом Айзупе использовался для Лесной школы, а с 1945-го по 1985 год — для Лесного техникума, входившего в структуру Тукумского леспромхоза.
В 1990-е годы поместье перешло в собственность самоуправления. В настоящее время оно функционирует как центр социальной реабилитации детей.